# (9657) Učka
(9657) Učka, désignation internationale (9657) Ucka, est un astéroïde de la ceinture principale.

## Description
(9657) Ucka est un astéroïde de la ceinture principale. Il fut découvert le 24 février 1996 à Višnjan par Korado Korlević et Damir Matković. Il présente une orbite caractérisée par un demi-grand axe de 3,14 UA, une excentricité de 0,18 et une inclinaison de 0,9° par rapport à l'écliptique.

## Compléments